# آرتم فدتسکی
آرتم فدتسکی (اوکراینی: Артем Андрійович Федецький؛ زادهٔ ۲۶ آوریل ۱۹۸۵) یک بازیکن فوتبال اهل اوکراین است.
از باشگاه‌هایی که در آن بازی کرده‌است می‌توان به دنیپرو دنیپروپتروفسک، کارپاتی لووف، آرسنال کیف، شاختار دونتسک، تیم ملی فوتبال اوکراین و باشگاه فوتبال دارمشتات ۹۸ اشاره کرد.
وی همچنین در تیم ملی فوتبال اوکراین بازی کرده‌است.